# Famille de Marie
La Famille de Marie, également connue sous le nom Pro Deo et fratribus - Famille de Marie, est une association publique de fidèles de droit pontifical refondée en 1990 par Gebhard Paul Maria Sigl et Joseph Seidnitzer (de), rattachée par Pavol Mária Hnilica, évêque in partibus de Rusadus, à Pro Deo et fratribus, œuvre créée par lui en 1968. Elle compte en 2023 plus de 60 prêtres, rassemblés dans « l’Œuvre de Jésus Souverain Prêtre », 30 séminaristes et 200 laïques consacrées. Elle est présente dans 11 pays. Une visite apostolique en 2021 a révélé de graves dérives sectaires conduisant à la destitution de son fondateur et à la mise sous tutelle de la communauté en juin 2022. Le 18 septembre 2024, ce dernier est sanctionné par le Dicastère pour la Doctrine de la foi qui lui impose des restrictions de son ministère pour une durée de dix ans.

## Historique
La communauté trouve ses origines dans deux groupes particulièrement controversés : Pro Deo et Fratribus et l'Œuvre du Saint-Esprit, dont les trois fondateurs se trouvent être ceux de la Famille de Marie qui en est issue.

### Pro Deo et Fratribus(1968-1990)
Pavol Mária Hnilica, évêque slovaque in partibus de Rusadus, proche de la Curie romaine, consacré en 1951 dans des conditions douteuses derrière le rideau de fer dans l'ancienne Tchécoslovaquie, crée en 1968 l'association Pro Fratribus, renommée en Pro Deo et Fratribus, organisation qui aurait servi au transfert d’importantes sommes d’argent vers la Pologne (destinées au syndicat Solidarność) et divers pays d’Amérique latine afin d'y soutenir l'opposition anti-communiste. Les fonds provenaient notamment de la banque du Vatican (IOR) dont les malversations mafieuses ont impliqué Hnilica lui-même. En 1989, il est trouvé en possession de documents des services secrets italiens (SISMI) portant sur les derniers jours de Roberto Calvi, membre de la loge P2, avant son assassinat à Londres en 1982 dans des circonstances obscures après la faillite de la Banco Ambrosiano,,. En 1993, Hnilica est jugé et condamné en première instance à trois ans et demi de prison avec sursis pour le recel de la mallette de Roberto Calvi,  Hnilica avait versé 1,35 million de francs suisses provenant de son œuvre Pro Deo et Fratribus en échange de documents détenus par Flavio Carboni, bras-droit de Licio Gelli, grand maître de la loge P2, destinés à le mettre hors de cause dans le blanchiment de fonds disparus qui proviendraient de la mafia,,. 
Hnilica est aussi lié à différents mouvements controversés comme l'Opus Angelorum (en) et l'Armata bianca et à la fausse voyante Theresa Lopez qui a permis, aux États-Unis en la compagnie du prélat, la collecte de dizaines de millions de dollars auprès d'adeptes crédules, au début des années 1990, jusqu'à l'interdiction en 1994 des rassemblements autour de ces fausses apparitions mariales par James Stafford, archevêque de Denver,.

### L'Œuvre du Saint-Esprit (1972-1990)
Après la chute des régimes communistes en Europe au début des années 1990, Pro Deo et Fratribus perd sa raison d’être. Hnilica rencontre alors Gebhard Paul Maria Sigl et Joseph Seidnitzer (de), son père spirituel, qui ont fondé en 1972 l'Œuvre du Saint-Esprit. Ce dernier a été condamné dans les années 1950 et 1960 par des tribunaux autrichiens à des peines de prison pour de multiples viols sur des adolescents. D'anciens membres ont témoigné également de la « tyrannie psychologique » de Seidnitzer. Selon plusieurs témoignages, mégalomane notoire, il se considère comme le futur pape d'une Église renouvelée, entouré de ses membres à qui il donne les prénoms des apôtres, tel Gebhard Sigl, pressenti pour être son successeur à la tête du groupe, à qui il donne le prénom Paul, que Sigl accole à « Maria », en référence à celui de Pavol Mária Hnilica. Seidnitzer prophétise en 1974 la fin du règne de Paul VI auquel il est promis à succéder selon ses prédictions en 1975. Autour de lui se développe un culte de la personnalité par des adeptes persuadés qu'il porte des stigmates invisibles et reçoit des révélations du Ciel. Mis vraisemblablement au courant de son passé criminel, le Vatican dissout l'Œuvre du Saint-Esprit en 1990.

### Refondation en 1990 sous le nom dePro Deo et fratribus -Famille de Marie
Pavol Mária Hnilica refonde son œuvre première, Pro Deo et fratribus, sur les cendres de l'Œuvre du Saint-Esprit sous le nom Pro Deo et fratribus - Famille de Marie. Joseph Seidnitzer écarté, Gebhard Sigl, qui lui restera néanmoins fidèle jusqu'à sa mort en 1993 malgré la connaissance de son passé criminel, gouverne la nouvelle communauté, qui est reconnue par Rome en 1992, sous la houlette de Pavol Hnilica. Ce dernier ordonne secrètement la même année à Fátima cinq membres venant de l'Œuvre du Saint-Esprit qui n'étaient passés par aucun séminaire, dont Luciano Alimandi et Gebhard Sigl. 
La branche sacerdotale nommée L’Œuvre de Jésus Souverain Prêtre (Opus J.S.S.) est créée en 2008. 
La Famille de Marie compte en 2023 plus de 60 prêtres, 30 séminaristes et « frères laïcs », 200 laïques consacrées. Elle est présente dans 11 pays : Italie, Allemagne, Autriche, Suisse, France, Hollande, Slovaquie, République tchèque, Russie, Kazakhstan et Uruguay.

## Graves dérives sectaires
D'anciens membres de la Famille de Marie dénoncent la « confusion entre le for interne et le for externe, entre le rôle spirituel et administratif : culte aveugle et inconditionnel du fondateur [Gebhard Paul Maria Sigl], manipulation mentale, anéantissement des personnalités et des consciences, mystification spirituelle, marginalisation des dissidents, pouvoir absolu sur les individus ». Adulé par ses adeptes, Sigl, qui se fait appeler « Padre », leur fait notamment croire qu'il est un fils spirituel de Padre Pio et prétend détenir un don de cardiognosie, c'est-à-dire de lecture des cœurs, charisme allégué qui lui permet de décider de la vocation des membres de la communauté. Il « marginalise ceux qui expriment une voix dissidente, dévalorise la personnalité des membres (surtout celle des femmes consacrées, vouées à la « sanctification des prêtres »), instille un concept d'obéissance absolue et de culpabilité, viole la liberté individuelle, principalement psychologique, en échange de l'offre d'une vie confortable, grâce aux importantes sommes d'argent, aux origines encore inconnues, qui affluent dans les caisses de la communauté. »

### Délits canoniques et dévoiements théologiques

#### Ordinations invalides
Comme l'attestent des photographies prises à l'époque, Paul Maria Sigl a célébré des messes aux côtés de Joseph Seidnitzer entre 1978 et 1982, alors qu'il n'était pas prêtre, puisque son ordination remonte à 1992 sans qu'il soit passé par le séminaire. Seidnitzer depuis 1979 était lui-même suspens a divinis par l'évêque de Graz-Seckau, Johann Weber (de), et n'avait par conséquent pas le droit de célébrer l'eucharistie. Sigl et les quatre autres membres de la Famille de Marie ont ainsi reçu de Seidnitzer une pseudo ordination « mystico-sacramentelle », ce dernier invoquant un « mandat divin » lui donnant, selon son expression, « la grâce sacramentelle d'évêque » à travers une bénédiction de Paul-Joseph Schmitt, évêque de Metz. Ce point est confirmé par une lettre de l'un d'eux en 1995 à Hnilica dans laquelle il explique comment lui et les autres ont « été conduits par le Père Joseph [Seidnitzer] et Gebhard [Sigl] à la désobéissance ecclésiastique »

#### Promotion de fausses apparitions mariales
Sigl fait entrer dans la Famille de Marie à Rome Theresa Lopez, avec laquelle Luciano Alimandi semble entretenir une liaison,. Elle est la « voyante » des fausses apparitions de Denver, condamnées par l'évêque du lieu, James Francis Stafford. Malgré cela, Theresa Lopez continue à en faire la promotion lors de tournées de conférences destinées à attirer les dons en faveur de la communauté. 
Il introduit également au sein de la Famille de Marie la dévotion à la « Dame de tous les Peuples » issue des prétendues apparitions mariales d'Amsterdam de la voyante néerlandaise Ida Peerdemann, amie de Gebhard Paul Maria Sigl. La vie de la communauté est centrée sur les révélations de la voyante. Les apparitions sont condamnées en 2020 par la Congrégation pour la doctrine de la foi, les messages attribués à la Vierge Marie ayant été déclarés non-conformes à la doctrine catholique,.

### Visite apostolique
À la suite des signalements recueillis, une visite apostolique confiée à l'évêque émérite de Bari, Francesco Cacucci (it). est diligentée en 2021 par le Dicastère pour le clergé. À l'issue de l'enquête, gardée secrète par le Vatican, la Famille de Marie est mise sous tutelle en juin 2022. Gebhard Paul Maria Sigl est évincé, avec interdiction d’entrer en contact avec les membres de la communauté. Deux commissaires apostoliques sont nommés, Daniele Libanori (en), évêque auxiliaire de Rome et Katarina Krištofová, supérieure générale des sœurs du Divin Rédempteur. Deux solutions sont envisagées : la dissolution pure et simple de la communauté, ou une réforme en profondeur,. Selon des propos rapportés, l'avis exprimé par Daniele Libanori serait le suivant : « la Famille de Marie, c’est une vraie secte, il faut le dire. Ma tâche est de libérer ces gens-là. »

### Sanctions contre le fondateur
Le média Adista (it), révèle le 5 novembre 2024 que Gebhard Paul Maria Sigl a été déclaré par le Dicastère pour la Doctrine de la foi coupable, le 18 septembre précédent, d'« abus du ministère sacerdotal et/ou abus de fonction, ainsi qu'omissions dans l'accomplissement de sa charge ». La sentence, qui n'a pas été rendue publique par le Saint-Siège, mais qui a fait l'objet d'un communiqué sur le site de la communauté, lui interdit d'exercer quelque charge que ce soit dans la Famille de Marie ou d'approcher ses membres, et le prive de certains fonctions de son ministère comme la confession, la direction spirituelle et la prédication pour une durée de dix ans.

### Lettre d'anciens membres à la Curie romaine
Le 18 novembre 2024, d'anciens membres de la Famille de Marie rendent publique une lettre envoyée le 12 novembre au Dicastère pour le clergé et au Dicastère pour les laïcs restée sans réponse. Les auteurs de cette lettre relient à leur démarche la démission sans explication de la commissaire apostolique Katarina Krištofová, annoncée le 17 novembre sur le site de la Famille de Marie, intervenue seulement deux jours après réception de leur courrier. Ils dénoncent l'absence d'appel à témoins de la hiérarchie catholique et le défaut de communication par les autorités romaines des motifs de la visite apostolique, de la mise sous tutelle et des sanctions prises contre le fondateur. Ils accusent le commissaire Daniele Libanori de s'être « débarrassé [...] comme d'un obstacle » de Katarina Krištofová « vraisemblablement parce que [leurs] deux visions de la communauté ne coïncident pas ». La commissaire démissionnaire aurait jugé que la communauté était irréformable et devait être dissoute, contrairement à Daniele Libanori qui chercherait encore des solutions pour maintenir son existence,,.

## La Famille de Marie en France
En France, la communauté est mise en cause par plusieurs associations anti-sectes comme le Centre contre les manipulations mentales l'UNADFI et le GEMPPI, ainsi que par l'AVREF.
Une branche de la Famille de Marie est présente en France depuis 2008 au lieu-dit la Brardière à La Chapelle-Viel dans l'Orne. Elle comprend en 2023 quatre femmes consacrées et trois prêtres. La communauté a bénéficié dès sa création du soutien matériel du milliardaire et homme d'affaires Vincent Bolloré, qui possède également la maison voisine de la Brardière où est installée depuis 1983 une autre fraternité religieuse, inspirée par la figure d'Yvonne-Aimée de Malestroit. Depuis la mise sous tutelle par Rome de la Famille de Marie en 2022, Vincent Bolloré ne finance plus la communauté de la Brardière.
En mai 2023, un communiqué de Bruno Feillet, évêque du diocèse de Séez, indique que « la communauté rencontre aujourd’hui des difficultés » et confirme que « la Famille de Marie a été mise sous tutelle par le Saint-Siège suite à la destitution de son supérieur, le père Gebhard Paul Maria Sigl, pour abus psychiques et spirituels. »
Selon le commissaire pontifical Daniele Libanori, Gebhard Paul Maria Sigl a cherché à acquérir une île située dans les Côtes-d'Armor, que son propriétaire, dont la fille est entrée en 1998 dans la Famille de Marie, aurait eu l'intention de lui céder. Cette île est également utilisée par l'Alliance des cœurs unis, autre association catholique de groupes de prière ayant fait l'objet de signalements pour dérives sectaires.

## Parution du livre-témoignage d'une ancienne adepte
En juin 2024, la maison d'édition allemande Verlag Herder (de) publie le livre-témoignage d'une ancienne membre, Birgit Abele, qui a passé plus de 20 ans dans la Famille de Marie. Bien que la communauté soit désignée sous un autre nom, elle est facilement identifiable, ainsi que son fondateur « Père Bonifatius », alias Gebhard Paul Maria Sigl. Elle écrit dans son livre : « il [P. Bonifatius] a donc fait de son charisme particulier son seul guide. Et c’est là que je vois le problème : au lieu de soutenir les membres dans leur propre recherche de Dieu, le père Bonifatius s’est mis à la place de Dieu. Il est entré dans l’intimité spirituelle de l’individu et en a pris le contrôle. » L'auteure décrit en détail dans son livre de fortes tendances sectaires, des violences psychologiques, et un système de gouvernement tyrannique basé sur une conception déformée de l'obéissance,.

## Membres connus anciens ou présents
- Marian Eleganti[36],[12],[37], prélat suisse, évêque auxiliaire de Coire de 2009 à 2021, membre de 1979 à 1991.
- Lubomir Welnitz[5], prélat slovaque, secrétaire à la Pénitencerie apostolique dirigée par le cardinal Mauro Piacenza, un très proche de la communauté, cérémoniaire pontifical à partir de 2020[38]. Il a quitté la Famille de Marie en 2024[39].
- Luciano Alimandi[5], conseiller à la Secrétairerie d’État, un très proche de son dirigeant, le cardinal Pietro Parolin.
- Le slovaque Martin Barta[5], ancien assistant ecclésiastique international de la Fondation de droit pontifical Aide à l’Église en détresse (AED)